# Chi You
Chi You (chino: 蚩尤, pinyin: Chī Yóu, Wade-Giles: Ch'ih Yu, miao: Txiv Yawg) es un dios de la guerra de las mitologías china. En la mitología de la etnia miao fue un sagaz rey. En su idioma, Chi You significa "abuelo". 
También es conocido como Qi Yu, el dios de la lluvia, descendiente de Shennong, el inventor de la agricultura. A veces se le representa como mitad gigante, mitad toro, con la parte anterior de la cabeza cubierta, o hecha, de hierro.
A lo largo de la historia, en Asia oriental mucha gente ha adorado a Chi You como el dios guardián de la guerra. De acuerdo con las Memorias históricas de Sima Qian, el rey Gaozu de la dinastía Han rezó frente a la tumba de Chi You antes de la última batalla contra el general qin Xiang Yu y venció.

## Chi You en la mitología de los miao
Según la mitología miao, el Emperador Amarillo habría sometido a Shennong, lo cual llevó a Chi You, seguidor de este último y rey de los miao, a enfrentarse contra aquel en la batalla de Zhuolu. Ambos contendientes utilizaron poderes mágicos, pero Chi You tuvo ventaja en principio porque utilizó espadas y alabardas de forja. Además, utilizando sus poderes, cubrió el campo de batalla con una espesa niebla. Sin embargo, las tropas del Emperador Amarillo consiguieron encontrar el camino utilizando un carro-brújula y con la ayuda de Ba, diosa de la sequía e hija del emperador (o mujer, según las versiones), Chi You fue capturado. Yinglong, un dragón alado servidor del emperador, quiso matarle y fue condenado a permanecer en la tierra para siempre. Las cadenas de Chi You se transformaron en encinas.

## Chi You en la mitología china
Según la mitología china, las tropas de Chiyou fueron vencidas en Zhuolou (涿鹿) por un ejército formado por las tropas del Emperador Amarillo y de Shennong, líderes de la tribu huaxia (華夏, huáxià), que luchaban por la supremacía en el valle del río Amarillo. El factor determinante fue la brújula, que permitió a los huaxia avanzar entre la niebla. Tras la derrota, los hmong, nombre por el que se conoce a los miao en Corea, se dividieron en dos: los miao, que se dirigieron al suroeste, y los li, que lo hicieron hacia el sureste. Este hecho, acaecido en el siglo XXVI a. C. se considera el comienzo del predominio de la etnia han. En el curso de la historia china, estas dos tribus, debido al avance cultural y tecnológico de los han, serían consideradas como "bárbaras".

## Otras historias sobre Chi You
Según otras versiones, la gente de Jiuli, el reino de Chi You, habría partido en tres direcciones diferentes siguiendo a sendos hijos de aquel. Los que siguieron al hijo mayor fueron hacia el sur y establecieron el pueblo San-miao, los del mediano fueron al norte y los del menor se quedaron en Zhuolou y serían asimilados por la cultura huaxia. Quizá debido a esta diáspora, muchos pueblos del lejano oriente consideran a los Chiyou sus ancestros y por el mismo motivo muchos cuestionan la homogeneidad de la etnia de los Chi You. Los coreanos también consideran a Chi You su antepasado. En la República Popular China, Chi You es ahora reconocido como uno de los antepasados de los chinos junto con los de los han: el emperador Amarillo y Shennong.
Otro mito afirma que Chi You tuvo 81 hermanos y era una criatura grotesca, con seis brazos, cuatro ojos, la cabeza y las pezuñas parecidas a las de un buey, la cabeza hecha de cobre y la frente de hierro. Solo comería piedras y guijarros con sus dientes prácticamente irrompibles. Uno de sus logros fue el primer uso de armas en la guerra. Se dice que forjó las primeras espadas de bronce y cobre. Era violento y nadie podía vencerle.

## Chi You en Corea
De acuerdo con el polémico libro de historia coreana Hwandan Gogi escrito por Gye Yeonsoo en 1911, Chi You fue el decimocuarto emperador de Baedal, reinando con el nombre de Jaoji-Hwanoong. Gobernó durante 109 años, desde el 2707 hasta el 2599 a. C. El libro afirma que la tumba de Chi You estaba en la actual provincia china de Shandong y que todos los meses de julio la bandera roja símbolo de su ejército aparece sobre ella.
Los aficionados de la selección de fútbol de Corea del Sur, los "diablos rojos", tienen a Chi You, también llamado en ese país Chiu-Cheonhwang, como su mascota.
- Datos: Q1147255